# M 77 (галактика)
Messier 77 (англ. M 77, NGC 1068, рус. Мессье 77, другие обозначения — IRAS02401-0013, UGC 2188, KUG 0240-002, MCG 0-7-83, Arp 37, ZWG 388.98, 3C 71, PGC 10266) — пекулярная спиральная галактика в созвездии Кит.
Этот объект входит в число перечисленных в оригинальной редакции «Нового общего каталога», а также включён в Атлас пекулярных галактик. Принадлежит к классу активных галактик, типа Sy2. Галактика относится к шести «классическим» сейфертовским галактикам, описанным в пионерской работе Карла Сейферта.
Отличается ядром, которое выглядит как маленькая спиральная галактика. Оно окружено слабой областью, которая имеет такую же или даже большую массу, как более заметная часть галактики. Её классификация в Атласе пекулярных галактик как «спиральная галактика со слабыми спутниками» неверна, так как «спутники» — это яркие звёздные облака, являющиеся частью M77, но выглядящие как отдельные галактики.